# Nina Curtis
Nina Curtis, född den 24 januari 1988 i Wahroonga i Australien, är en australisk seglare.
Hon tog OS-silver i match racing i samband med de olympiska seglingstävlingarna 2012 i London.